# ناحیه سارجنت، شهرستان داگلاس، ایلینوی
ناحیه سارجنت (به انگلیسی: Sargent Township) یک منطقهٔ مسکونی در ایالات متحده آمریکا است که در شهرستان داگلاس واقع شده‌است. ناحیه سارجنت  ۲۰۱ متر بالاتر از سطح دریا واقع شده‌است.